# My Name is Nobody (soundtrack)
My Name is Nobody (Italiaans: Il mio nome è Nessuno) is de originele soundtrack, gecomponeerd en gedirigeerd door Ennio Morricone voor de film My Name is Nobody uit 1973 van Tonino Valerii. Het album werd uitgebracht in 1973 door General Music.
De muziek is opgenomen in de Orthophonic Recording Studio in Rome. De engineers (geluidstechnicus) waren Giancarlo Iannucci en Giuseppe Mastroianni.

## Tracklijst
| 1.                 | My Name Is Nobody                  | 3:10 |
| 2.                 | Good Luck Jack                     | 5:00 |
| 3.                 | The Wild Bunch                     | 2:40 |
| 4.                 | If You Are Somebody, It's My Fault | 4:47 |
| 5.                 | With Best Wishes                   | 2:04 |
| 6.                 | A Strange Barber                   | 6:58 |
| 7.                 | More Than The Walkyries            | 2:18 |
| 8.                 | A Queer Wait                       | 2:00 |
| 9.                 | Ballet Of The Mirrors              | 1:30 |
| 10.                | Fable Of The Little Bird           | 1:44 |
| Totale duur: 32:07 |                                    |      |

| 1.                 | Il Mio Nome È Nessuno       | 3:10 |
| 2.                 | Buona Fortuna Jack          | 5:00 |
| 3.                 | Mucchio Selvaggio           | 2:40 |
| 4.                 | Se Sei Qualcuno È Colpa Mia | 4:47 |
| 5.                 | Con I Migliori Auguri       | 2:00 |
| 6.                 | Uno Strano Barbiere         | 6:58 |
| 7.                 | Più Delle Walkirie          | 2:18 |
| 8.                 | Una Insolita Attesa         | 2:00 |
| 9.                 | Balletto Degli Specchi      | 1:30 |
| 10.                | La Favola Dell'Uccellino    | 1:44 |
| Totale duur: 32:07 |                             |      |

| 1.                 | My Name is Nobody (Main Title)   | 3:11 |
| 2.                 | Good Luck, Jack                  | 5:06 |
| 3.                 | The Wild Horde                   | 2:41 |
| 4.                 | My Fault?                        | 4:48 |
| 5.                 | With Best Wishes                 | 2:05 |
| 6.                 | A Dangerous Barber               | 6:59 |
| 7.                 | Valkyries                        | 2:20 |
| 8.                 | An Unusual Welcome               | 2:05 |
| 9.                 | Duel in the Mirror-Cabinet       | 1:32 |
| 10.                | The Bird's Tale                  | 1:48 |
| 11.                | My Name is Nobody                | 3:15 |
| 12.                | Good Luck, Jack                  | 1:55 |
| 13.                | The Wild Horde - 2nd Version     | 1:21 |
| 14.                | A Dangerous Barber - 2nd Version | 3:06 |
| 15.                | My Name is Nobody - 2nd Version  | 2:22 |
| 16.                | My Fault? - 2nd Version          | 7:21 |
| 17.                | Good Luck, Jack - 2nd Version    | 5:29 |
| 18.                | The Wild Horde - 3rd Version     | 1:16 |
| 19.                | A Dangerous Barber - 3rd Version | 3:10 |
| 20.                | The Wild Horde - 4th Version     | 3:35 |
| 21.                | My Name is Nobody - 3rd Version  | 1:34 |
| 22.                | The Wild Horde - 5th Version     | 2:34 |
| 23.                | My Fault? - 3rd Version          | 4:31 |
| Totale duur: 74:04 |                                  |      |

## Personeel
- Gino Agostinelli – trompet
- Alessandro Alessandroni – fluiten
- Giorgio Carnini – synthesizer
- Silvano Chimenti – 12-snarige gitaar
- Franco Cosacchi – zang
- Edda Dellorso – zang
- Bruno Battisti D'Amario – gitaar
- Franco Di Lelio – mondharmonica
- Marianne Gazzani Eckstein – fluit
- Arnaldo Graziosi – keyboard
- Icantori Moderni – koor
- Vincenzo Restuccia – percussie

## Hitnoteringen

### NPO Klassiek Filmmuziek Top 200
| My Name is Nobody in de NPO Klassiek Filmmuziek Top 200 | My Name is Nobody in de NPO Klassiek Filmmuziek Top 200 | My Name is Nobody in de NPO Klassiek Filmmuziek Top 200 | My Name is Nobody in de NPO Klassiek Filmmuziek Top 200 |
| Jaar                                                    | 2023                                                    | 2024                                                    | 2025                                                    |
| ------------------------------------------------------- | ------------------------------------------------------- | ------------------------------------------------------- | ------------------------------------------------------- |
| Positie                                                 | 47                                                      | 55                                                      | 88                                                      |